# 鸾州
鸾州，唐朝时设置的羁縻州。
咸亨三年（672年），置羁縻州，治所在今广西壮族自治区南丹县西北。为黔州所领羁縻州。辖境即今南丹县一带。元朝时，作銮州。 